# Чжан Саньфэн

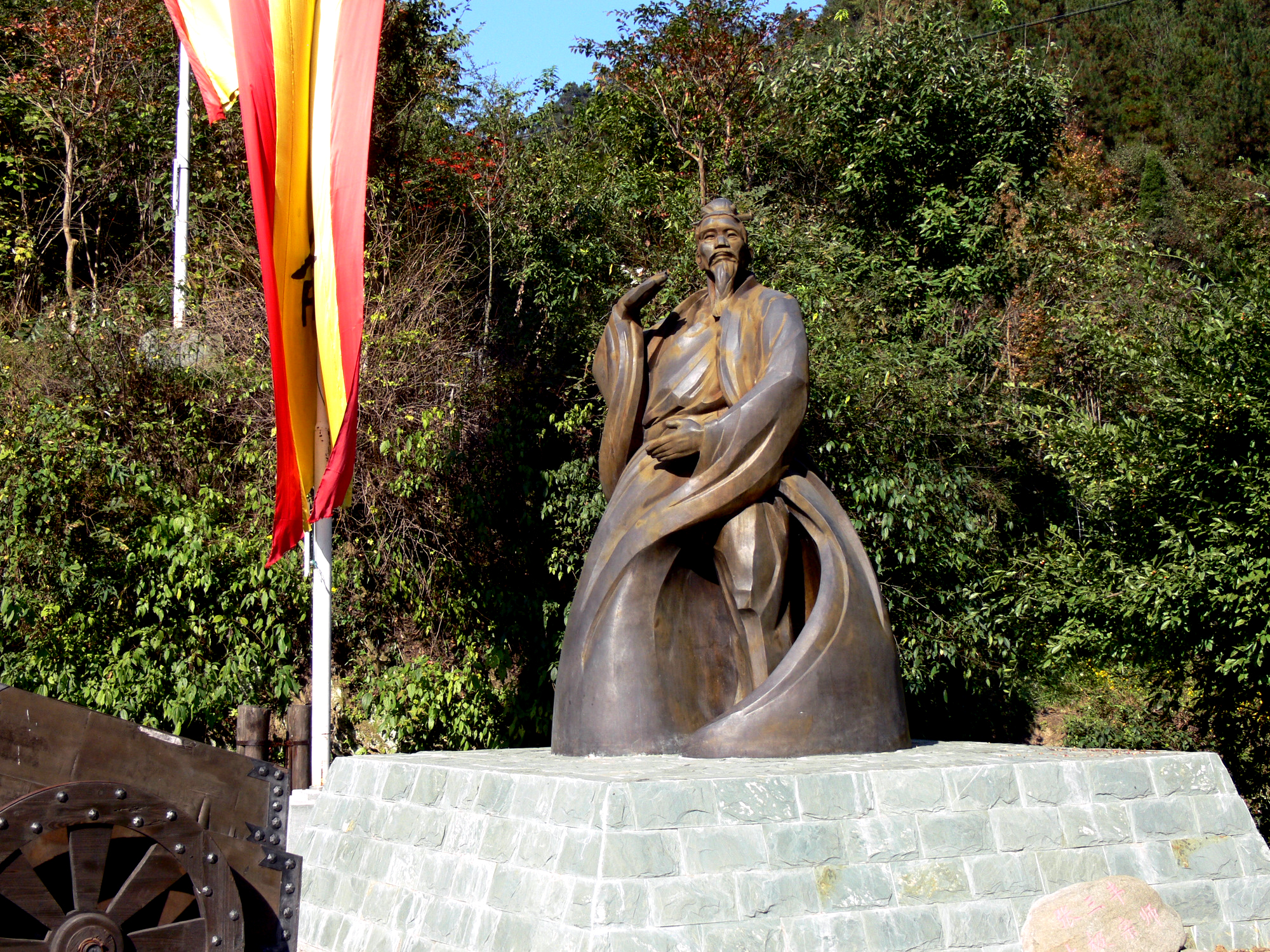
Памятник Чжан Саньфэну на горе Уданшань

Чжан Саньфэн (кит. упр. 張三丰, пиньинь Zhāng Sānfēng, палл. Чжан Саньфэн, также 張三豐) — полулегендарный китайский даос. В некоторых даосских источниках утверждается, что он достиг бессмертия. Сведения о его жизни противоречивы, его относят к периодам империй Сун, Юань или Мин. Имя от рождения — Чжан Цзюньбао (張君寶), получив даосскую инициацию, он принял имя Чжан Саньфэн.
Основатель даосской подшколы Иньсян-пай (Школы скрытых бессмертных), которая также была по его имени названа Саньфэн-пай.
Чжан был безразличен к карьере и богатству. Он отказался от чиновничьей должности, оставил свою собственность родственникам и стал странствовать по Китаю, ведя аскетический образ жизни. Он несколько лет провёл на горе Хуашань, потом обосновался на горе Уданшань, где сейчас имеется посвящённый ему храм и мемориал.

## Биография

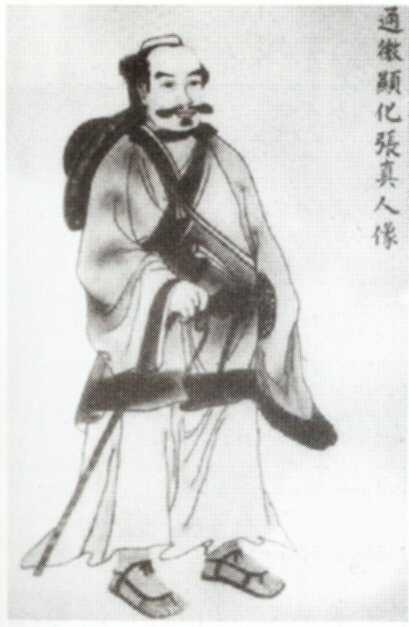
Чжан Саньфэн — полулегендарный китайский даос

Сведения о Чжан Саньфэне противоречивы и перемешаны с легендами и мифами, не ясен период его жизни. Некоторые китайские исследователи ещё в начале XX века предположили, что было как минимум два человека с именем, которое звучало как Чжан Саньфэн, но записывалось разными иероглифами, которые жили в разные исторические периоды (с разницей около 200-300 лет), и рассказы о которых в народной памяти смешались в рассказы об одном и том же человеке.
Чжан Саньфэн родом с горы Лунхушань около города Интань провинции Цзянси, жил в Ляодуне. Называл себя потомком Небесных Наставников. По легендам, его называли Чжан Лата (Чжан неопрятный) из-за небрежности в одежде. Высокого роста, сильный и выносливый, весёлого нрава, любил шутки. В совершенстве владел своим телом, однажды умер и воскрес. Обосновался на горе Уданшань и совершенствовался во многих храмах.
По хроникам, он занимал должность высокого чиновника и имел высшую учёную степень цзиньши. После изучения текстов по даосской алхимии и в первую очередь Баопу-цзы, он оставил службу. С двумя молодыми спутниками Чжан Саньфэн путешествовал по стране и обосновался на горе Хуашань. Он испытывал неимоверные трудности, его спутники умерли, его средства кончились. Он встретился с даосом Хо Луном (Цзя Дэшэном), который научил его методам укрепления здоровья и самосовершенствования. Цзя Дэшэн был учеником знаменитого даоса Чэнь Туаня, от которого он получил тайцзицюань и передал Чжан Саньфэну. В 67 лет он покинул Цзя Дэшэна, а в 70 лет поселился в горах Уданшань.
По другим легендам в горах Хэминшань (Сычуань) встретился с бессмертными даосами. После странствий вернулся на гору Уданшань. Нередко его пытались разыскать (даже император), но он исчезал.
Прославился методами тайцзицюань и методами выплавления алхимического эликсира, которые получил от даосов Чэнь Чжисюя и Чэнь Туаня.
Оставил сочинения по внутренней алхимии.

## Чжан Саньфэн как основатель боевых искусств
Нередко Чжан Саньфэна считают основателем различных систем боевых искусств, в частности Тайцзицюань и многих других систем цигун и ушу. Критический анализ показывает отсутствие реальных подтверждений этим утверждениям, тем не менее сведения об этом широко распространены в литературе; составление линий преемственности от выдающихся учителей древности (таких как Чэнь Туань, Чжан Саньфэн и даже Конфуций) — явление типичное не только для Китая: древность стилей и учений придаёт им солидность.